# Shangjing, Fuqing
Shangjing (kinesiska: 上迳) är en köping i sydöstra Kina. Den ligger i Fuqing i staden Fuzhou i provinsen Fujian, omkring 49 kilometer söder om provinshuvudstaden Fuzhou. Antalet invånare är 28 893. Befolkningen består av 14 293 kvinnor och 14 600 män. Barn under 15 år utgör 17,0 %, vuxna 15-64 år 73 %, och äldre över 65 år 9,0 %.